# Dick Huemer

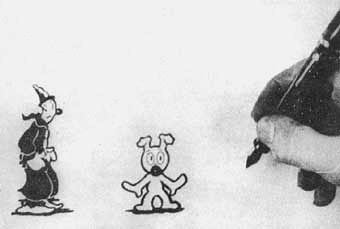
Koko il clown e Fitz the dog in un fotogramma da "Koko Chops Suey" (1927)

Richard Huemer, detto Dick (New York, 2 gennaio 1898 – Burbank, 30 novembre 1979), è stato un animatore, regista e sceneggiatore statunitense.

## Biografia
Fu uno degli animatori della prima serie a cartoni animati di Mutt and Jeff del 1916 (lavorava negli studios di Raoul Barré che co-produsse la serie). Dal 1923 divenne uno degli animatori chiave della serie dei fratelli Fleischer Out of the Inkwell: sviluppò il personaggio principale della serie Koko il Clown, creò la sua spalla Fitz il cane e contribuì grazie al suo tratto di disegno e alla sua tecnica ad aumentare la qualità della serie, considerata un caposaldo dell'animazione. Partecipa poi alla realizzazione dei cortometraggi prodotti da Walt Disney.

## Filmografia

### Regista

#### Cinema
- Della saga Toby the Pup:
  - The Museum, co-regia di Arthur Davis e Sid Marcus (1930)
  - The Milkman, co-regia di Sid Marcus (1931)
  - Halloween, co-regia di Sid Marcus (1931)
- Yelp Wanted (1931)
- The Dog Snatcher (1931)
- Showing Off (1931)
- The Chinatown Mystery (1932)
- Minding the Baby (1932)
- The Treasure Runt (1932)
- Railroad Wretch (1932)
- The Pet Shop (1932)
- Stepping Stones (1932)
- Battle of the Barn (1932)
- Fare Play (1932)
- Camping Out (1932)
- Black Sheep (1932)
- The Great Bird Mystery (1932)
- Flop House (1932)
- The Bad Genius (1932)
- The Wolf at the Door (1932)
- Sassy Cats (1933)
- Scrappy's Party (1933)
- Beer Parade (1933)
- False Alarm (1933)
- The Match Kid (1933)
- Technocracket (1933)
- The World's Affair (1933)
- Movie Struck (1933)
- Sandman Tails (1933)
- Hollywood Babies (1933)
- Scrappy's Auto Show (1933)
- The Whalers, co-regia di David Hand (1938)
- Pippo e il grillo pescatore (Goofy and Wilbur) (1939)

### Sceneggiatore

#### Cinema
- Aces Up (1931)
- Fantasia, regia di James Algar, Samuel Armstrong, Ford Beebe Jr., Norman Ferguson, David Hand, Jim Handley, T. Hee, Wilfred Jackson, Hamilton Luske, Bill Roberts, Paul Satterfield e Ben Sharpsteen (1940)
- The Reluctant Dragon, regia di Alfred L. Werker, Hamilton Luske, Jack Cutting, Ub Iwerks e Jack Kinney (1941)
- Dumbo, regia di Samuel Armstrong, Norman Ferguson, Wilfred Jackson, Jack Kinney, Bill Roberts, Ben Sharpsteen e John Elliotte (1941)
- The New Spirit, regia di Wilfred Jackson e Ben Sharpsteen (1942)
- Saludos Amigos, regia di Wilfred Jackson, Jack Kinney, Hamilton Luske e Bill Roberts (1942)
- Der Fuehrer's Face, regia di Jack Kinney (1942)
- Reason and Emotion, regia di Bill Roberts (1943)
- Pedro, regia di Hamilton Luske (1943)
- I tre caballeros (The Three Caballeros), regia di Norman Ferguson, Clyde Geronimi, Jack Kinney, Bill Roberts e Harold Young (1944)
- Musica maestro! (Make Mine Music), regia di Robert Cormack, Clyde Geronimi, Jack Kinney, Hamilton Luske e Joshua Meador (1946)
- Pierino e il Lupo (Peter and the Wolf), regia di Clyde Geronimi (1946)
- Alice nel paese delle meraviglie (Alice in Wonderland), regia di Clyde Geronimi, Wilfred Jackson e Hamilton Luske (1951)
- Melody, regia di Ward Kimball e Charles A. Nichols (1953)
- Tà-tà Tì-tì Zin-zin Bum! (Toot Whistle Plunk and Boom), regia di Ward Kimball e Charles A. Nichols (1953)
- Lilli e il vagabondo (Lady and the Tramp), regia di Clyde Geronimi, Wilfred Jackson e Hamilton Luske (1955)
- The Story of Anyburg U.S.A., regia di Clyde Geronimi (1957)

#### Serie TV
- Disneyland – serie TV, 7 episodi (1955-1964)

### Sceneggiatore e regista
- Little Pest (1931)
- Sunday Clothes (1931)

### Animatore

#### Cinema
- Fireman Save My Child, regia di Bud Fisher (1919)
- Oh Mabel, regia di Dave Fleischer (1924)
- Koko the Barber, regia di Dave Fleischer (1925)
- When Hell Freezes Over, regia di Charles R. Bowers e Bud Fisher (1926)
- By the Light of the Silvery Moon, regia di Dave Fleischer (1927)
- Koko in 1999, regia di Dave Fleischer (1927)
- I'm Afraid to Go Home in the Dark, regia di Dave Fleischer (1930)
- Della saga Toby the Pup:
  - Circus Time (1931)

## Riconoscimenti
- Winsor McCay Award (1978)